# 관습도감
관습도감(慣習都鑑)은 조선 시대 초기에 음악의 실기 연습을 맡아 보던 관청이다.
《고려사》 우왕 조에 언급되어 있는 것으로 보아 고려말에 설립된 것으로 보인다. 악공, 관현맹인의 관현 반주와 여기(女伎)의 노래 등을 연습시키는 일을 맡았던 기관이다. 주로 궁중 잔치에 쓰이던 향약과 당악의 연주를 위한 실기 연습을 관장했다. 또, 세종이 신악(新樂)을 창제하면서 새 가사를 만들면 고조(古調)의 선율에 맞추는 일도 맡아 했다. 음악 이론 연구를 주로 담당했던 악학(樂學)과 더불어 조선초에 음악 행정 업무를 이원적으로 관장하다가 1475년 악학도감으로 통합되었다.